# Pseudhaloptilus abbreviatus
Pseudhaloptilus abbreviatus är en kräftdjursart som först beskrevs av Georg Ossian Sars 1905.  Pseudhaloptilus abbreviatus ingår i släktet Pseudhaloptilus och familjen Augaptilidae. Inga underarter finns listade i Catalogue of Life.